# Secuestro y asesinato de periodistas de El Comercio
El secuestro y asesinato de miembros del equipo periodístico de diario El Comercio fue una acción violenta ocurrida en marzo de 2018 en la frontera norte de Ecuador, por parte del Grupo Armado Organizado Residual (GAOR) colombiano "Frente Oliver Sinisterra" liderado por 
alias Guacho , donde secuestraron al periodista Javier Ortega, al fotógrafo Paúl Rivas y al conductor Efraín Segarra.

## Secuestro
Los trabajadores de diario El Comercio Javier Ortega, Paúl Rivas y Efraín Segarra viajaron desde Quito a la provincia de Esmeraldas, para realizar una investigación sobre los atentados ocurridos en la frontera norte de Ecuador por parte de grupos criminales. En la mañana del 26 de marzo de 2018, luego de llegar a Mataje, fueron secuestrados por el Frente Oliver Sinisterra comandado por Guacho, grupo criminal colombiano que delinque en ambos países. Poco después, se hizo público un vídeo de los secuestrados donde hacían peticiones al presidente de Ecuador, Lenín Moreno, para ser liberados intercambiándolos por miembros del grupo presos en este país y la anulación del convenio antiterrorista que existe entre Ecuador y Colombia.

## #NosFaltan3
Poco después de conocer del secuestro, periodistas, medios y ciudadanos en general organizaron una campaña mediática en redes sociales con el hashtag "#NosFaltan3", en apoyo al equipo de diario El Comercio.

## Asesinato
En un comunicado, el Frente Oliver Sinisterra dio a conocer la muerte de los miembros del equipo de diario El Comercio y señaló a las autoridades ecuatorianas como responsables por no querer negociar y, en su lugar, atacar su territorio. El presidente Moreno dio plazo de 12 horas para que muestren pruebas de vida de los periodistas y así confirmar si dicho comunicado era cierto. Pasada las 12 horas, el 13 de abril de 2018 el presidente Moreno, en rueda de prensa, dio a conocer al país que por falta de pruebas que garantice la vida de los periodistas confirmó que los secuestrados fueron asesinados a manos del Frente Oliver Sinisterra y declaró a alias Guacho, como el criminal más buscado de Ecuador, pasando a ser el número uno en la lista de los más buscados en ese país. También, como consecuencia de estos hechos, el gobierno ecuatoriano suspendió las negociaciones de paz que se desarrollaban en Quito entre el gobierno colombiano y la guerrilla del ELN, retirándose también como país garante del proceso, obligando a las partes a buscar nueva sede para los diálogos.

## Localización de los cuerpos
El 21 de junio de 2018, la Fuerza Pública de Colombia ubicó, en zona rural del municipio colombiano de Tumaco, una fosa común con cuatro cadáveres y se sospechaba que tres correspondían a los periodistas secuestrados y asesinados por el grupo al mando de alias Guacho. Los cuerpos fueron trasladados a la sede de Medicina Legal en Cali para verificar su identidad, que fue confirmada por la Fiscalía colombiana el 25 de junio e informada a los familiares y autoridades ecuatorianas que viajaron desde Quito. El gobierno de este país redactó una nota de protesta contra el gobierno colombiano por el manejo dado a la información previa de la localización de los cuerpos en las redes sociales, pasando por alto el canal diplomático entre cancillerías.

## Reacciones
El papa Francisco dio un mensaje de apoyo a sus familiares y oró por los periodistas asesinados.